# Giulia Guerrini
Giulia Guerrini (Milano, 4 settembre 1996) è un'attrice e cantante italiana nota per aver recitato nelle serie Alex & Co., Monica Chef e Bia.

## Biografia
Giulia Guerrini è nata a Milano, dove ha studiato teatro musicale e dove si è formata presso un istituto tecnico tecnologico (indirizzo grafica e comunicazione).
Dopo aver recitato per diversi anni in opere teatrali, nel 2014 è entrata nel cast nella serie di Disney Channel Italia Alex & Co., dove dal 2015 al 2017 ha ricoperto il ruolo di Rebecca Guglielmino, personaggio ricorrente nelle prime due stagioni e principale a partire dalla terza.
Nel 2016, insieme alla sua collega Beatrice Vendramin, è stata invitata ai Radio Disney Music Awards come inviata per l'Italia. Alla fine del 2016 si è trasferita a Madrid dove ha imparato a parlare lo spagnolo per registrare la serie spagnola Monica Chef, dove interpreta il personaggio di Barbara Petersoli.
A maggio del 2018 si è trasferita a Buenos Aires per partecipare alla serie Bia, telenovela originale di Disney Channel America Latina, andata in onda a partire dal 2019, dove interpreta il personaggio di Chiara Callegri.
Nel 2021, sempre a Buenos Aires ha debuttato nella serie originale Netflix "Cielo Grande" nel ruolo di Natasha Rossi, campionessa di wakeboard e antagonista. Questo ruolo le ha permesso di sperimentare un significativo cambiamento di look e di apprendere per la prima volta il wakeboard.

## Filmografia

### Televisione
- Alex & Co. - serie TV (2015-2017)
- Radio Alex - serie TV (2016)
- Monica Chef - serie TV (2017-2018)
- Bia - telenovela (2019-2021)
- Cielo grande - Netflix  (2022)

## Discografia

### Colonne sonore
- 2016 – We Are One
- 2016 – Welcome to Your Show
- 2017 – Mónica Chef
- 2019 – Así yo soy
- 2019 – Si Vuelvo A Nacer
- 2020 – Grita

## Teatro
- Alice nel paese delle meraviglie (2010)
- Aladino e la lampada magica (2012)
- Quando si scambiano le feste (2013)
- Il viaggio (2014)

## Doppiatrici italiane
Nelle versioni in italiano delle serie in cui recita in spagnolo, Giulia Guerrini è stata doppiata da:
- Giulia Bersani in Monica Chef [7]
- Joy Saltarelli in Bia [8]